# Pseudograffilla arenicola
Pseudograffilla arenicola är en plattmaskart som beskrevs av Meixner 1938. Pseudograffilla arenicola ingår i släktet Pseudograffilla, och familjen Graffillidae. Arten är reproducerande i Sverige.